# 水內站
水內站（日语：／ Minochi eki */?）是位於廣島縣佐伯郡湯來町下（現時：廣島市佐伯區湯來町下），西日本旅客鐵道（JR西日本）可部線的鐵路車站（廢站）。
此站是湯來町唯一的鐵路車站。

## 歷史
- 1954年（昭和29年）3月30日：國鐵可部線布站至加計站開通，此站啟用[1]。當時為一般車站[1]。
- 1961年（昭和36年）5月1日：結束貨運業務（成為純客運車站）[1]。
- 1984年（昭和59年）2月1日：結束行李起卸業務[1]。
- 1987年（昭和62年）4月1日：伴隨國鐵分割民營化，車站由西日本旅客鐵道（JR西日本）營運[1]。
- 1991年（平成3年）
  - 4月1日：此站從廣島支社（日语：西日本旅客鉄道広島支社）直轄（可部管理站）變為可部鐵道部（日语：可部鉄道部）管轄[2]。
  - 11月1日：隨著可部線CTC化，此站成為無人車站[3]。
- 2003年（平成15年）12月1日：車站廢除。

### 站名的由來
車站名稱取自當地的村名（廣島縣佐伯郡水內村）。

## 車站構造
此站是地面車站，原本設有1面2線的島式月台，下行路軌南邊還有一條側線（留置線）。在晩年，下行路軌和側線被撤走，變為單式月台。此站是無人車站，設有混凝土製的站舍。站舍和月台東端之間設有通道越過下行路軌。

## 車站周邊
站前設有廣場。
在可部線南邊設有與其並行的國道191號，在此站與國道之間設有湯來町道連接。在國道191號南邊設有太田川。
車站周邊的地區是佐伯郡湯來町下的太田川左岸地帶，而此地區實際上是一個飛地，這是由於前往湯來町中心（湯來溫泉）是必須經過山縣郡加計町（現時：安藝太田町）才能到達。
- 廣電交通（日语：広電バス）、加計交通（日语：加計交通）、佐佐木觀光（日语：ささき観光）「久日市，舊·水內站」巴士站

## 現狀
車站遺址建設了水內站公園。在公園內還遺留了月台、站舍和部分路軌。

## 相鄰車站
西日本旅客鐵道（JR西日本）
可部線
安野－水內－坪野

## 注腳
1. 1 2 3 4 5 6  石野哲（編）.  初版. JTB. 1998-10-01: 282. ISBN 978-4-533-02980-6 （日语）.
2. ↑  《JR西日本広島支社10年史 : 次なる10年に向かって : 1987-1997》（西日本旅客鐵道廣島支社）p.372
3. ↑  《JR西日本広島支社10年史 : 次なる10年に向かって : 1987-1997》（西日本旅客鐵道廣島支社）p.183
4. ↑  . 中国新聞.   [2024-01-04]. （原始内容存档于2024-01-19） （日语）.

## 相關項目
- 日本鐵路車站列表 Mi